# Domenico Semeraro
Domenico Semeraro   (Itàlia, 3 de febrer de 1964) és un pilot de bob suís, ja retirat, que va competir durant la dècada de 1990.
El 1994 va prendre part en els Jocs Olímpics d'Hivern de Lillehammer, on guanyà la medalla de plata en la prova de bobs a quatre del programa de bob. Formà equip amb Gustav Weder, Donat Acklin i Kurt Meier.
En el seu palmarès també destaca una medalla d'or al Campionat del món de bob, així com un or al Campionat d'Europa de bob.